# تونینیو (بازیکن فوتبال، زاده ۱۹۶۵)
آنتونیو بندیتو دا سیلوا (به پرتغالی: Antônio Benedito da Silva) مهاجم اهل برزیل است که در شهر برزیل و در تاریخ ۲۳ مارس ۱۹۶۵ به دنیا آمده‌است.
آنتونیو بندیتو دا سیلوا در تیم‌های فوتبال باشگاه ورزشی پورتوگیزا، باشگاه فوتبال گوارانی، توکیو وردی، شیمیزو اس-پالس سابقهٔ حضور دارد.